# توبياس ماديسون
توبياس ماديسون هو فنان سويسري، ولد في 1985.